# L'ammiraglio Nachimov
L'ammiraglio Nachimov (in russo Адмирал Нахимов?) è un film del 1946 diretto da Vsevolod Pudovkin basato sulla vita dell'ammiraglio russo Pavel Nachimov (1802-1855). Nel 1946 Pudovkin, Golovnya, Lukovskij, Kryukov, Dikij, Simonov e Knjazev ricevettero il Premio Stalin.

## Trama
L'ammiraglio Pavel Nachimov, uno degli ammiragli più acclamati della storia russa, combatte la flotta turca durante la guerra di Crimea del 1853.

## Produzione
Il film dovette essere rifatto dopo che il Partito Comunista dell'Unione Sovietica lo considerò contenente inesattezze storiche e troppe "feste e balli". Pertanto, hanno reclutato Vsevolod Pudovkin per ricreare il film, dove ha rimosso la storia d'amore, attenuato le scene di danza e apportato altre modifiche.